# Shlomo Shamai
Shlomo Shamai (União Soviética, 4 de novembro de 1953) é um teórico da informação israelense. É professor do Departamento de Engenharia Elétrica da Technion.
Recebeu em 2011 o Prêmio Claude E. Shannon.